# Galtara nepheloptera
Galtara nepheloptera là một loài bướm đêm thuộc phân họ Arctiinae, họ Erebidae.